# Guillaume Pellicier Ier
Pour les articles homonymes, voir Guillaume Pellicier II.
Guillaume Pellicier Ier  (mort en 1529) , est un ecclésiastique qui fut évêque de Maguelone de 1499 à 1526.

## Biographie
Après la mort de l'évêque Izarn de Barrière, le chapitre de chanoines élit comme son successeur le 13 mai 1498 l'un de ses membres Guillaume Pellicier lui-même chanoine et cellérier. Malgré l'appui de son métropolitain Pierre d'Abzac de La Douze, il doit toutefois se retirer devant le cardinal Raymund Pérault qui obtient la commende et l’administration du diocèse le 4 juillet 1498.
Après le résignation de ce dernier en 1499, Guillaume Pellicier demeure l’évêque incontesté. C'est à cette époque un vénérable vieillard connu pour ses connaissances en théologie et son respect de la discipline. Il doit faire face à une épidémie de peste qui ravage son diocèse en 1505. Le 16 septembre 1510 il participe au Concile national réuni par le roi Louis XII à Tours à la suite de son excommunication. Il rejoint ensuite le concile de Pise en 1511 et participe à ses sessions. Après son retour il fait mettre à jour et imprimer le missel et le bréviaire de son diocèse. En 1526 il résigne son siège en faveur de son neveu et homonyme Guillaume Pellicier et il meurt en 1529.